# Campionato italiano a squadre di calcio da tavolo 2004
Il Campionato italiano a squadre di calcio da tavolo del 2004 si è svolto a Reggio Emilia, il girone di andata, e a Pisa, il girone di ritorno.

## Risultati

### Classifica Finale 2003/04
|  | Classifica Finale 2003/04 | P  |
|  | ------------------------- | -- |
|  | ACS Perugia               | 34 |
|  | Reggiana                  | 31 |
|  | CCT Eagles Napoli         | 30 |
|  | TSC Black Rose '98        | 22 |
|  | TSC Stella Artois Milano  | 20 |
|  | CCT Black & Blue Pisa     | 11 |
|  | CCT Roma                  | 6  |
|  | Warriors Torino           | 5  |

## Formazione della Squadra Campione D'Italia
| De Francesco Stefano  |
| Mattiangeli Francesco |
| Nastasi Massimiliano  |
| Bertelli Simone       |
| Lauretti Marco        |
| Di Vincenzo Andrea    |
| --------------------- |